# Lienella albatoria
Lienella albatoria là một loài tò vò trong họ Ichneumonidae.